# Свято-Тихоновская духовная семинария
Свято-Ти́хоновская духо́вная семина́рия (англ. Saint Tikhon's Orthodox Theological Seminary) — одно из трех профессиональных богословских учебных заведений Православной Церкви в Америке. Находится на территории Тихоновского монастыря в Саут-Кейнан, штат Пенсильвания. Два других учебных заведения: Свято-Владимирская духовная семинария в Крествуде, штат Нью-Йорк, и Свято-Германовская духовная семинария на острове Кадьяк (остров), Аляска. Издательство Свято-Тихоновской семинарии является одним из ведущих американских издателей православной богослужебной и духовной литературы.

## История
По благословению Синода, после утверждения Шестым всеамериканским собором, архиепископ Арсений (Чаговец) открыл 24 октября 1938 года первые занятия в Свято-Тихоновском пастырской школе, расположенной в Свято-Тихоновском монастыре, устроенного им же в 1905 году, тогда ещё иеромонахом, по благословению архиепископа Алеутского и Североамериканского Тихона (Беллавина). Начало будущей семинарии было очень скромным: четыре студента и четыре преподавателя, в том числе архиепископ Арсений (ректор), протоиерей Василий Демидов, граф Василий Мусин-Пушкин и регент Дмитрий Рессетар. Первоначально из-за отсутствия надлежащих условий первые ученики новой школы были размещены и обучены в маленьком белом летнем домике старого детского дома, расположенном всего в нескольких минутах ходьбы от самого здания детского дома. Сначала было много трудностей и неудобств, вызванных многочисленной нехваткой как учебников, так и продовольствия. Однако, благодаря вере и постоянной решимости всех участников, первый год обучения оказался чрезвычайно успешным. Статус семинарии был присвоен школе решением Священного Синода Митрополии в 1942 году.
В 1967 году семинария была признана как учебное заведение штатом Пенсильвания. В 1975 году с Меривудским колледжем (ныне Меривудский университет) было достигнуто соглашение о вручении диплома колледжа выпускникам семинарии. С 1988 года семинария получила право присваивать степень магистра богословия. В июне 2004 года семинария стала членом Ассоциации теологических школ США и Канады.
В марте 2010 года Министерство образования Греции официально признало Свято-Тихоновскую семинарию, аккредитовав её как высшее учебное заведение, равное по статусу богословским школам в университетах Греции. Министерство образования Греции также подтвердило, что степень магистра богословия, присуждаемая STS, эквивалентна первой степени в области теологии, присуждаемой богословскими факультетами в университетах Афин и Салоников, и, следовательно, дает обладателю право на получение программ аспирантуры или докторантуры в этих университетах. Кроме того, в силу членства Греции в Европейском союзе признание Свято-Тиховской семинарии высшим богословским учебным заведением, равным по статусу богословским школам Греции, распространяется также на все школы и религиозные факультеты университетов в государствах-членах ЕС.

## Ректоры
- Арсений (Чаговцов) (1938—1945)
- Алексий (Пантелеев) (1945—1947)
- Никон (де Греве) (1947—1951)
- Вячеслав (Лисицкий) (1951—1952)
- Киприан (Борисевич) (1961—1964)

С 1964 года ректором семинарии является Правящий епископ Епархии Восточной Пенсильвании. На деле семинарией управляет декан.

## Деканы
- Григорий Ломако (1948—1951)
- Владимир Боричевский (ранее 1990)
- Даниил Дольник (упом. 1989)
- Александр Голубов (1996—2002)
- Михаил Дахулич (2002—2010)
- Александр Этти (2010—2013)
- Стефан Войтович (10 октября 2013 — 5 июля 2018)
- Иоанн Паркер (с 5 июля 2018)